# Paul Biensfeldt
Paul Biensfeldt (Berlino, 4 marzo 1869 – Berlino, 2 aprile 1933) è stato un attore tedesco.

## Biografia
Nato e vissuto a Berlino dove lavorò come attore, per quarant'anni Paul Biensfeldt fu uno dei protagonisti della scena teatrale della città. Dopo aver recitato nel 1893 nel dramma Jugend di Max Halbes, lavorò con Otto Brahm e con Max Reinhardt al Deutsches Theater.
Nel 1913, cominciò a lavorare anche nel cinema. Fu l'inizio di una carriera ventennale durante la quale fu diretto da alcuni dei nomi più celebri del cinema tedesco, come Fritz Lang, Paul Leni, Ernst Lubitsch, Robert Wiene, Joe May, Friedrich Wilhelm Murnau. Girò alcuni film come protagonista, ma fu, essenzialmente, un caratterista. Spesso in ruoli di supporto, diede vita a personaggi di camerieri, insegnanti, nobili e agenti di polizia.